# Daniel Cudmore
Daniel Cudmore (ur. 20 stycznia 1981 w Squamish) – kanadyjski aktor filmowy i telewizyjny, kaskader.
Zagrał rolę Felixa w filmie Saga „Zmierzch”: Księżyc w nowiu. Ubiegał się o rolę Supermana w filmie Superman: Powrót, lecz dostał ją Brandon Routh.

## Wybrana filmografia
- Pod kluczem (2000)
- X-Men 2 (2003)
- Daleko jeszcze? (2005)
- Alone in the Dark: Wyspa cienia (2005)
- X-Men: Ostatni bastion (2006)
- Merlin i księga bestii (2009)
- Żądza śmierci (2009)
- Saga „Zmierzch”: Księżyc w nowiu (2009)
- Icarus (2010)
- Saga „Zmierzch”: Zaćmienie (2010)
- Saga „Zmierzch”: Przed świtem – część 1 (2011)
- Rytuał przejścia (2012)
- Bracia Oodie (2012)
- Saga „Zmierzch”: Przed świtem – część 2 (2012)
- Percy Jackson: Morze potworów (2013)
- X-Men: Przeszłość, która nadejdzie (2014)
- 12 rund 3 (2015)
- Warcraft: Początek (2016)
- Legendy ukrytej świątyni (2016)
- Devil in the Dark (2017)
- X-Men: Mroczna Phoenix (2019)
- Igrając z ogniem (2019)